# Detroit Shock 2005
La stagione 2005 delle Detroit Shock fu l'8ª nella WNBA per la franchigia.
Le Detroit Shock arrivarono quarte nella Eastern Conference con un record di 16-18. Nei play-off persero la semifinale di conference con le Connecticut Sun (2-0).

## Roster
| N° | Naz.                   | Ruolo | Sportivo         | Anno | Alt. | Peso |
| -- | ---------------------- | ----- | ---------------- | ---- | ---- | ---- |
| 00 | Stati Uniti (bandiera) | C     | Ruth Riley       | 1979 | 196  | 88   |
| 2  | Stati Uniti (bandiera) | G     | Chandi Jones     | 1982 | 180  | 70   |
| 5  | Stati Uniti (bandiera) | G     | Elaine Powell    | 1975 | 175  | 67   |
| 7  | Stati Uniti (bandiera) | G     | Andrea Stinson   | 1967 | 178  | 72   |
| 9  | Stati Uniti (bandiera) | A     | Stacey Thomas    | 1978 | 178  | 69   |
| 12 | Stati Uniti (bandiera) | A     | Ayana Walker     | 1979 | 191  | 65   |
| 14 | Stati Uniti (bandiera) | GA    | Deanna Nolan     | 1979 | 178  | 73   |
| 23 | Stati Uniti (bandiera) | A     | Plenette Pierson | 1981 | 188  | 77   |
| 30 | Stati Uniti (bandiera) | G     | Katie Smith      | 1974 | 180  | 82   |
| 31 | Stati Uniti (bandiera) | G     | Sheila Lambert   | 1980 | 170  | 57   |
| 32 | Stati Uniti (bandiera) | A     | Swin Cash        | 1979 | 188  | 73   |
| 33 | Stati Uniti (bandiera) | G     | Niele Ivey       | 1977 | 170  | 68   |
| 35 | Stati Uniti (bandiera) | A     | Cheryl Ford      | 1981 | 191  | 87   |
| 45 | Stati Uniti (bandiera) | C     | Kara Braxton     | 1983 | 198  | 86   |
| 54 | Stati Uniti (bandiera) | AC    | Barbara Farris   | 1976 | 191  | 88   |

## Staff tecnico
- Allenatore: Bill Laimbeer
- Vice-allenatori: Laurie Byrd, Rick Mahorn